# The Spiders from Mars
The Spiders from Mars was begin jaren '70 de vaste begeleidingsband van de Britse artiest David Bowie toen hij enige tijd optrad als zijn alter ego "Ziggy Stardust".
De band speelde op de onder de naam van Bowie uitgebrachte albums The Rise and Fall of Ziggy Stardust and the Spiders from Mars (1972) en Aladdin Sane (1973) en trad met hem op in de Ziggy Stardust Tours. Bij een laatste optreden in het Hammersmith Odeon op 3 juli 1973 kondigde Bowie aan dat de band daarna niet meer zou optreden. Dit moment werd vastgelegd in de concertfilm van D.A. Pennebaker Ziggy Stardust and the Spiders from Mars.
Samen met Bowie maakten ze de hitsingles Starman, The Jean Genie en John, I'm Only Dancing. Van dit laatste nummer, waarvan de tekst en de promotieclip zinspeelden op seksuele dubbelzinnigheid en het androgyne en biseksuele imago van Bowie in zijn glamrock-periode, werd in 2012 een 40th anniversary edition uitgebracht in de vorm van een 7 inch picture disc op vinyl, met als afbeelding een shot uit de omstreden clip van het oorspronkelijke nummer uit 1972.
De band bestond uit Mick Ronson (gitaar en piano), Trevor Bolder (basgitaar) en Mick Woodsy Woodmansey (drums). Deze artiesten speelden ook na de ontbinding van de band nog mee op meerdere albums en singles van David Bowie. Onder meer samen met Mike Garson (piano, synthesizer) en David Sanborn (saxofoon) op Bowie's cover-versie van het uit 1967 daterende Rolling Stones-nummer Let's spend the night together die in september-oktober 1973 een hit was in de Verenigde Staten en Europa, onder andere ook in Nederland.
Nadat de contacten met Bowie verbroken waren is er door The Spiders From Mars in 1975 nog een eigen album gemaakt, met een andere leadzanger. Het album heet simpelweg The Spiders From Mars. Op dit album spelen Ian Hunter, Woody Woodmansey en Mike Garson mee. Het album werd geen succes. De muziek is ook totaal anders dan de muziek van David Bowie. Mick Ronson deed niet mee. Hij was bezig met een eigen solo-album.

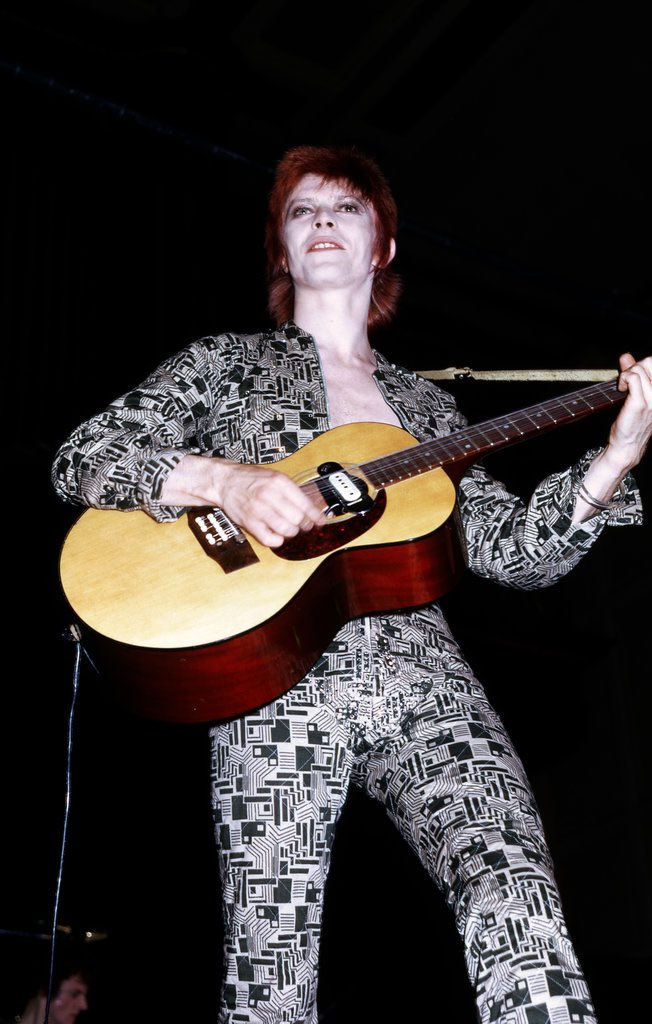
David Bowie tijdens de Ziggy Stardust and the Spiders-tournee